# أدامو محمد
ادامو محمد (بالإنجليزية: Adamu Mohammed)‏ (24 يوليو 1983 بأكرا في غانا - ) هو لاعب كرة قدم غاني في مركز الدفاع. لعب مع أشانتي كوتوكو وأوفتاس سبور وغنتشلربيرليغي ونادي فلازنيا شكودر ونادي هبوعيل بئر السبع وTema Youth F.C. ‏ وReal Sportive ‏ وSekondi Eleven Wise F.C. ‏.

## روابط خارجية
- ادامو محمد على موقع اتحاد تركيا (لاعب) (الإنجليزية)
- ادامو محمد على موقع قاعدة بيانات كرة القدم.إي يو (الإنجليزية)